# 波波維奇 (莫斯季斯卡區)
49°44′1″N 22°54′34″E / 49.73361°N 22.90944°E

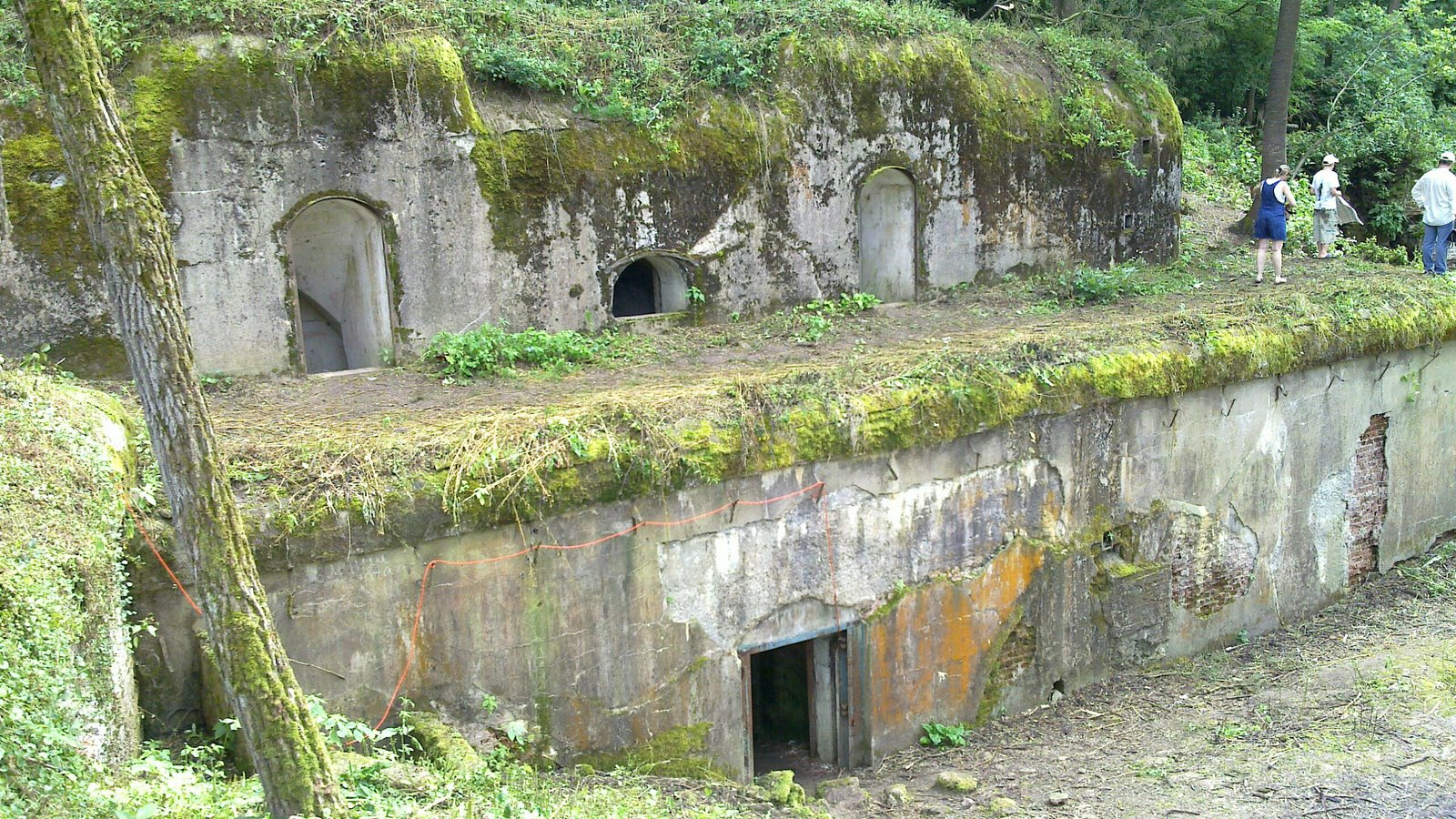

波波維奇（烏克蘭語：Поповичі），是烏克蘭西部的村莊，隸屬利維夫州的亞沃里夫區。該村處於巴赫塔河畔，始建於1940年，面積1.16平方公里，海拔高度218米，2022年人口590。